# 会计专业技术资格考试
会计专业技术资格考试是中華人民共和國財政部與中華人民共和國人事部於1992年3月31日設立的專業會計人員認證考試，共分為初级资格、中级资格和高级资格三个级别的考試，考試通過者分別獲得初、中级会计资格证书和高级会计师评审资格。2000年9月8日，会计专业技术资格考试開始實行中華人民共和國全國統考。2001年以後，会计专业技术资格考试由中華人民共和國财政部会计资格评价中心負責組織。

## 外部連結
- 官方网站